# تاب‌آوری سایبری
تاب‌آوری سایبری یا پایداری سایبری (به انگلیسی: Cyber Resilience) به توانایی یک موجودیت یا نهاد برای ارائه مداوم نتیجه مورد نظر، علیرغم رویدادهای نامطلوب سایبری (نظیر حملات سایبری) اشاره دارد. تاب‌آوری در برابر رویدادهای نامطلوب سایبری برای سیستم‌های فناوری اطلاعات، زیرساخت‌های بحرانی، فرایندهای کسب‌وکار، سازمان‌ها، جوامع و دولت - ملت‌ها ضروری است.تاب‌ آوری سایبری به توانایی سیستم برای بازگشت به وضعیت اولیه بعد از یک رویداد غیر منتظره یا حمله سایبری گفته میشود. همچنین، شایستگی سایبری (به انگلیسی: Cyberworthiness) نیز یک اصطلاح مرتبط با تاب‌آوری سایبری می‌باشد که به ارزیابی میزان پایداری و تاب‌آوری یک سیستم در برابر حملات سایبری می‌پردازد که می‌توان آن را به منظور ارزیابی طیف وسیعی از نرم‌افزارها و عناصر سخت‌افزاری (مانند نرم‌افزار مستقل، کد مستقر در یک وبگاه اینترنتی، خود مرورگر، سیستم‌های مأموریت نظامی، تجهیزات تجاری یا دستگاه‌های اینترنت اشیاء) اعمال کرد.

رویدادهای نامطلوب سایبری به وقایعی گفته می‌شود که اثر منفی بر در دسترس بودن، یکپارچگی یا محرمانه بودن سیستم‌های فناوری اطلاعات شبکه و اطلاعات و خدمات مرتبط با آن‌ها می‌گذارند. این رویدادها ممکن است به صورت عمدی (مثل حمله سایبری) یا غیرعمدی (مثلاً به‌روزرسانی ناموفق نرم‌افزار) و توسط انسان، طبیعت یا ترکیبی از آن‌ها ایجاد شود. 